# Serge Dubois (hockeyer)
Serge Dubois (4 maart 1954) is een Belgisch voormalig hockeyer.

## Levensloop
Dubois was actief bij Royal Léopold HC. In seizoen 1976-'77 werd hij verkozen tot Gouden Stick.
Daarnaast maakte hij deel uit van het Belgisch hockeyteam, waarmee hij onder meer deelnam aan de Olympische Zomerspelen van 1976.
Zijn vader (Jean) was eveneens actief in het hockey.